# All Lovers Hell
All Lovers Hell är en singel av Kristofer Åström & Hidden Truck, utgiven 2001.

## Låtlista
1. "All Lovers Hell" - 3:59
2. "All Lovers Hell" - 5:03